# Splatoon 2: Octo Expansion
Splatoon 2: Octo Expansion ist ein downloadbarer Zusatzinhalt für Splatoon 2, ein 2017 für die Nintendo Switch erschienener Third-Person-Shooter. Der DLC wurde von Nintendo EPD entwickelt und von Nintendo am 13. Juni 2018 veröffentlicht. Er erweitert den Einzelspielermodus von Splatoon 2 um eine zweite Einzelspielerkampagne.

## Handlung

### Hintergrundgeschichte
Die Splatoon-Reihe spielt in einer postapokalyptischen Welt, in der die Menschheit nach einer Flutkatastrophe ausgestorben ist. Die Welt wird nun von Inklingen und Oktarianern, tintenfischähnlichen Kreaturen, bewohnt. Die Inklinge leben in der Stadt Inkopolis, während die Oktarianer nach einem Krieg im Untergrund wohnen müssen. Nach der Handlung von Splatoon, in der der böse Kommandant der Oktarianer besiegt wurde, wollen immer mehr Oktolinge, humanoide Oktarianer, den Untergrund verlassen und in Harmonie mit den Inklingen in Inkopolis leben.

### Handlungsverlauf
In der Octo Expansion steuert der Spieler einen Oktoling, der ohne Gedächtnis in der Tiefsee-Bahn, einem U-Bahn-Netz tief unter Inkopolis, aufwacht. Der Oktoling wird von Käpt’n Kuttelfisch, einem Inkling-Kapitän, entdeckt. Während der Handlung von Splatoon 2 begab dieser sich mit Nr. 3, dem Protagonisten von Splatoon, auf eine Reise und verirrte sich in der Tiefsee-Bahn. Der Oktoling und Käpt’n Kuttelfisch wollen die Tiefsee-Bahn verlassen und treffen auf ein Telefon. Das Telefon identifiziert den Spieler als Testsubjekt 10008, kurz Nr. 8. Es erzählt ihnen, dass sie das „Land der Verheißung“ erreichen können, indem sie in der Tiefsee-Bahn vier „Dingsbumse“ finden. Über ein Walkie-Talkie erhält Nr. 8 Unterstützung von Perla und Marina der Pop-Band TentaCool. In den 80 Stationen der Tiefsee-Bahn findet Nr. 8 neben den Dingsbumsen auch Mem Cakes, Teile seines verlorenen Gedächtnisses.
Nachdem Nr. 8 die vier Dingsbumse zum Telefon bringt, baut es aus diesen einen Mixer und will Nr. 8 und Käpt’n Kuttelfisch, wie die vorherigen Testsubjekte, zu Schleim vermischen. Nr. 3 rettet die beiden und öffnet ein Loch aus der Tiefsee-Bahn heraus. Nr. 8 steigt über das Loch nach oben. Am Ausgang angekommen, wird er von Nr. 3, der vom Telefon mit Schleim gehirngewaschen wurde, angegriffen. Nr. 8 besiegt ihn und befreit ihn von der Gehirnwäsche.
An der Oberfläche angekommen, werden Nr. 8, Nr. 3 und Käpt’n Kuttelfisch von Perla und Marina mit einem Hubschrauber abgeholt. Jedoch erhebt sich die Tiefsee-Bahn in Form einer riesigen Statue eines Menschen aus dem Ozean. Das Telefon gibt sich als eine künstliche Intelligenz namens Tartar zu erkennen. Tartar wurde vor Jahrtausenden von einem menschlichen Wissenschaftler erschaffen, um mögliche intelligente Zivilisationen nach dem Aussterben der Menschen zu helfen. Nachdem Tartar die Inklinge und Oktarianer zunächst als intelligente Wesen ansah, ekelte ihn deren Kultur der Mode und der Paintball-Schlachten an. Deshalb beschloss Tartar stattdessen, die Inklinge und Oktarianer auszulöschen und mithilfe des Schleims eine neue Spezies zu erschaffen. Aus dem Mund der Statue bereitet Tartar einen Laser vor, der Inkopolis zerstören soll. Marina bemerkt, dass der Laser über Solarenergie betrieben wird, woraufhin Nr. 8 die Solarzellen der Statue mit Tinte bedeckt. Tartar feuert dennoch den Laser ab. Perla stoppt diesen, indem sie in einen riesigen Lautsprecher schreit und mit der Druckwelle Tartar und die Statue zerstört. Anschließend fliegen alle mit dem Hubschrauber nach Inkopolis, wo bereits mehrere Oktolinge angekommen sind.

## Spielprinzip
Die Octo Expansion ist eine Erweiterung der Einzelspielerkampagne von Splatoon 2 und enthält daher dieselben Spielmechaniken wie das Hauptspiel. In der Octo Expansion steuert der Spieler einen Oktoling, der den Namen Nr. 8 erhält und in der Tiefsee-Bahn gefangen ist. Das Hauptziel ist es, vier „Dingsbumse“ zu finden und mit ihnen aus der Tiefsee-Bahn zu fliehen. Dazu muss der Spieler durch mehrere Herausforderungen abschließen. Die Herausforderungen befinden sich an den Stationen der Tiefsee-Bahn und können über eine U-Bahn-Karte erreicht werden. Um eine Herausforderung zu starten, muss der Spieler Cornichon-Punkte ausgeben, die er bei Bestehen oder Versagen einer Herausforderung gewinnt oder verliert. Die insgesamt 80 Herausforderungen reichen vom Besiegen von Gegnern und Bossen bis zu Mini-Spielen wie dem Leiten eines riesigen 8-Balls zum Ziel. Nach Abschluss der Handlung schaltet der Spieler die Oktolinge auch für das Hauptspiel frei.

## Entwicklung
Die Entwicklung der Octo Expansion fand gleichzeitig zur Entwicklung der kostenlosen Updates für Splatoon 2 statt. Zu Beginn der Entwicklung von Splatoon 2 hat das Entwicklerteam die Idee von spielbaren Oktolingen verworfen, da Oktolinge in Splatoon 2 noch als Antagonisten auftauchen. Stattdessen wurde die Octo Expansion entwickelt als Weg, spielbare Oktolinge hinzuzufügen und die Spielwelt weiter auszubauen.
Die Tiefsee-Bahn wurde als Ort ausgewählt, um einen Kontrast zu den hellen und bunten Orten des Hauptspiels zu bilden. Dem Director Hisashi Nogami zufolge bewohnen viele verschiedene Meeresbewohner die Tiefsee-Bahn, um innerhalb der Spielwelt die Gesellschaft außerhalb der Inklinge zu zeigen. Deshalb sei auch ein Oktoling als Protagonist für die Octo Expansion ausgewählt worden, um die Unterschiede zwischen Inklingen und Oktolingen zu verdeutlichen.
Nachdem ursprünglich 150 Level geplant waren, entschied sich das Entwicklerteam, die Anzahl auf 80 zu reduzieren. Die Level der Octo Expansion basieren teilweise auf verworfenen Ideen aus der Einzelspielerkampagne des Hauptspiels. Insbesondere war das auch für das letzte Level der Fall. Den Verlauf des letzten Levels hatte der Charakterdesigner Seita Inoue, wie auch schon im Hauptspiel, vorher als Manga gezeichnet, auf dem die Programmierung anschließend basierte.

## Veröffentlichung
Splatoon 2: Octo Expansion wurde erstmals während einer Nintendo Direct am 8. März 2018 angekündigt. Am selben Tag wurde DLC-exklusive Kleidung für den Spielercharakter veröffentlicht. Nachdem bei den Splatoon 2 World Championships am 12. Juni 2018 die Veröffentlichung für den nächsten Tag angekündigt wurde, erschien der DLC am 13. Juni 2018.
Am 7. Dezember 2018 erschienen amiibo-Figuren der Oktolinge (Oktoling-Junge, -Mädchen und -Oktopus). Am 8. Oktober 2021 wurden in Japan physische Versionen von Splatoon 2 veröffentlicht, die schon im Vorhinein die Octo Expansion beinhalten.

## Rezeption
Splatoon 2: Octo Expansion erhielt hauptsächlich positive Wertungen. Auf dem Review-Aggregator Metacritic erhielt der DLC – basierend auf 30 Rezensionen – einen Metascore von 82 aus 100 möglichen Punkten.
Chris Carter von Destructoid bewertete die Qualität der 80 Level gemischt; während er einige Level als „einzigartigen Sturm, der einen nach Abschluss mit Zufriedenheit erfüllt“ (“a unique rush that fills you with satisfaction for beating them”) bezeichnete, sah er andere Level als langweilig an. Christian Donlan von Eurogamer bezeichnete die Erweiterung als „brutal und brillant“ und verglich die Level mit den Schreinen aus The Legend of Zelda: Breath of the Wild.